# Клер Мартін
Клер Мартін (англ. Clare Martin, 25 лютого 1922, Ватерлоо — 23 вересня 1980) — канадський хокеїст, що грав на позиції захисника.
Володар Кубка Стенлі.

## Ігрова кар'єра
Професійну хокейну кар'єру розпочав 1941 року.
Протягом професійної клубної ігрової кар'єри, що тривала 12 років (з перервою на службу у Збройних силах Канади протягом 1942—1947 років, захищав кольори команд «Бостон Брюїнс», «Чикаго Блекгокс», «Детройт Ред-Вінгс» та «Нью-Йорк Рейнджерс».
У 1950 році, граючи за команду «Детройт Ред-Вінгс», став володарем Кубка Стенлі.